# Ignacy Nieżychowski
Ignacy Nieżychowski herbu Pomian (zm. 22 września 1778 roku) – podkomorzy wschowski w latach 1758–1776.
Ignacy Nieżychowski był konsyliarzem województw poznańskiego i kaliskiego w konfederacji 1767 r.
Był żonaty z Ludwiką Marią Jabłonowską herbu Prus III, córką Mikołaja i Teresy Zbijewskiej. Był właścicielem wsi Trzebiny.